# Mastigolejeunea repleta
Mastigolejeunea repleta là một loài Rêu trong họ Lejeuneaceae. Loài này được (Taylor) A. Evans mô tả khoa học đầu tiên năm 1902.